# Sektion Memmingen des Deutschen Alpenvereins
Die Sektion Memmingen des Deutschen Alpenvereins (D.A.V.) 1869 e. V. (kurz DAV Memmingen) hat 8.676 Mitglieder (Stand: 31. Dezember 2024) und ist damit der größte Verein Memmingens und eine der fünfzig größten Sektionen des Deutschen Alpenvereins.

## Gründung
Die am 19. Juli 1869 gegründete Memminger Sektion ist eine der ältesten des Deutschen Alpenvereins. Sie wurde nur zwei Monate nach der Gründung des Hauptvereins mit 17 Mitgliedern gegründet.

## Bekannte Mitglieder
- Anton Spiehler (1848–1891), Alpinist, 1. Vorsitzender der Sektion Memmingen, nach ihm ist der Spiehlerweg benannt.
- Willy Musch

## Sektionsvorsitzende
Eine chronologische Übersicht über alle Präsidenten der Sektion seit Gründung.
| Amtszeit  | Präsident         |
| --------- | ----------------- |
| 1869–1877 | Friedrich Dobel   |
| 1878–1881 | Carl Roos         |
| 1882–1891 | Anton Spiehler    |
| 1892–1916 | Albert Schwarz    |
| 1917–1945 | Sigmund von Unold |
| 1945–1972 | Ludwig Laminet    |
| 1972–1975 | Heinz Osterrieder |
| 1975–2008 | Norbert Kloiber   |
| 2008–2009 | Reinhard Reimers  |
| Seit 2009 | Gabriele Neun     |

## Hütten der Sektion
- Memminger Hütte, 2242 m (Lechtaler Alpen)
- Berghaus Kleinwalsertal[3]
- Berghaus „Wäldele“[4]

## Ereignisse
- DAV-Hauptversammlung 1959 in Memmingen
- DAV-Hauptversammlung 1985 in Memmingen
- Kurdistan-Expedition 1983
- Tadschikistan Fan-Gebirge Expedition Pamir-Alai 1979
- Tien Shan Ski-Expedition 1986